# 樽井武彦
樽井 武彦（たるい たけひこ、1931年1月3日 - ）は、兵庫県を登録地としていた元競輪選手。日本競輪選手養成所創設以前に選手登録された期前選手であり、選手登録番号は439。

## 来歴
1951年、大宮競輪場で開催された第1回全国都道府県選抜競輪の2000m競走で優勝。
1989年12月18日選手登録削除。